# Palt
El palt es un bocadillo de masa de patata rellena con carne, del que hay muchas variantes diferentes. Es un platillo tradicional sueco, donde es más común en la parte norte. El palt se sirve tradicionalmente acompañado con mantequilla y mermelada de arándanos rojos, y con un vaso de leche fría.

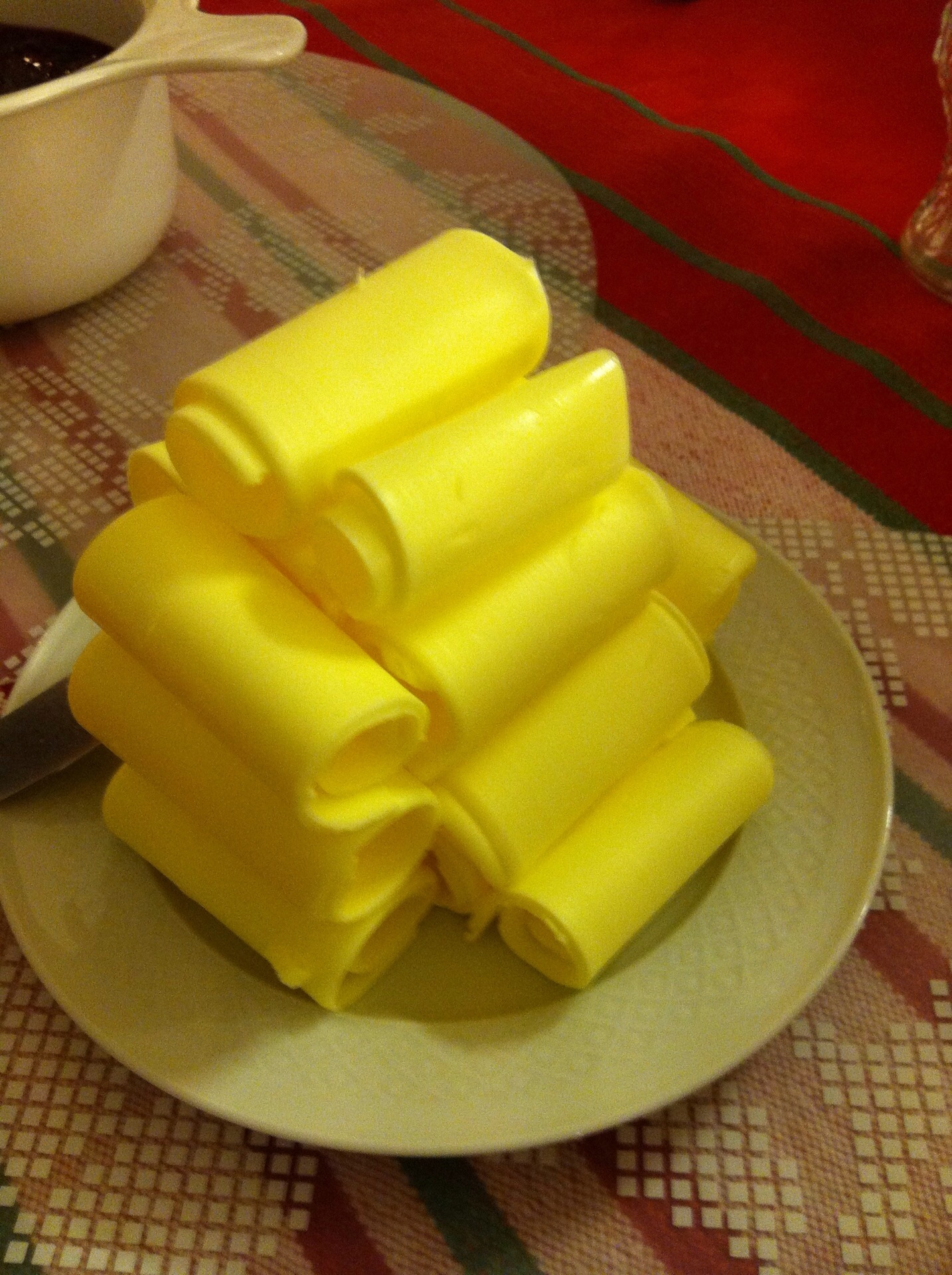
Mantequilla apilada para servir junto con palt.

## Variaciones
El blodpalt es un plato sueco antiguo que todavía es bastante común en el norte de Suecia y Finlandia. La historia del plato se remonta a una época en la que los hogares utilizaban todas las partes de los animales para asegurarse de tener suficiente comida.
El blodpalt se elabora a partir de sangre (de bovinos o porcinos en el sur, y de renos en el extremo norte) mezclada con harina donde los más utilizadas son las harinas de centeno, trigo y/o cebada. Después de dejar que la mezcla se hinche durante la noche, se agrega puré de papas de invierno. La "masa" se forma en grumos y se hierve hasta que flotan, y luego se sirve con carne de cerdo frita. Esto convirtió al platillo en una comida nutritiva que a menudo se come durante la parte oscura del año.

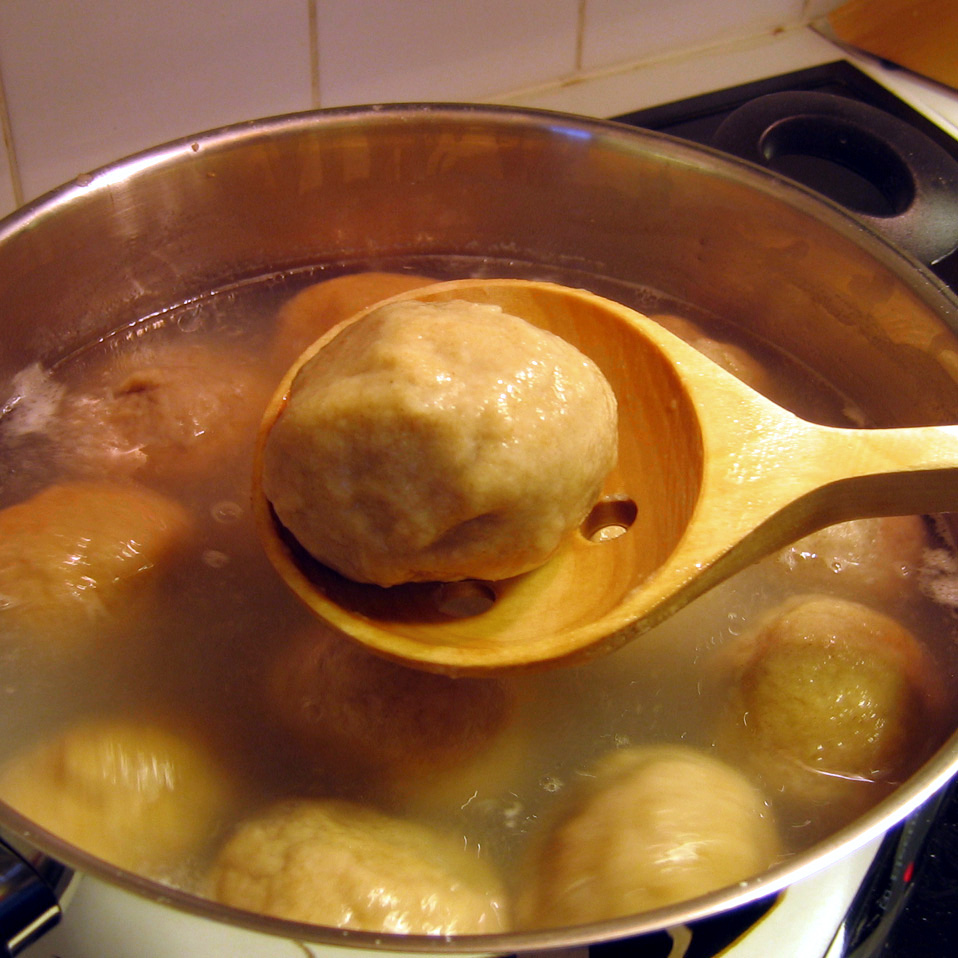
Bocadillo de masa, pitepalt

El pitepalt es un palt de patatas y la especialidad de la ciudad de Piteå, aunque las variantes se comen en todo el país. Este plato sueco tiene casi tantas variantes como hogares hay en Piteå, pero todas tienen en común ser una mezcla de harina de trigo y cebada (mientras que otras variantes de palt de patata pueden utilizar otras harinas como el centeno o excluir la cebada) y pueden tener otro relleno que no sea cerdo, como carne picada, o ninguno en absoluto, y entonces es denominado flatpalt.
Todo palt está hecho de patatas crudas, mientras que las albóndigas hechas con patatas previamente hervidas se denominan kroppkakor. Esto le da al pitepalt un color más oscuro en comparación.